# Александар Трифковић
Александар Трифковић је као рођак кнеза Александра Карађорђевића заузимао бројне функције у Кнежевини Србији. За време револуције 1849. године Стеван Книћанин га је ухапсио и протерао из Војводине због бројних злодела који су мајор Трифковић и његових 200 добровољаца починили. Јован Стерија Поповић је критиковао Трифковићеве бројене афере као капетана београдске полиције, а сматра се и једним од оних због којих је сазвана Светоандрејска скупштина.
Историчар др Небојша Јовановић га помиње као једног од богатијих Срба, са кућом у близини двора кнеза Александра Карађорђевића.